# Mărgăritești
Mărgăritești est une commune du județ de Buzău en Roumanie.